# Вам лист
«Вам лист» (англ. You’ve Got Mail) — американський комедійний фільм 1998 року, режисера Нори Ефрон.

## Сюжет
Джо Фокс і Кетлін Келлі листуються через Інтернет. У Джо є дівчина, у Кетлін — хлопець, але вилити душу вони можуть лише один одному. Кетлін належить маленький книжковий магазинчик дитячої літератури під назвою «Магазин за рогом», що перейшов їй від матері. Для неї, трьох її співробітників і покупців це не просто місце роботи — це оазис тепла, людяності і культури. Джо володіє мережею величезних книжкових супермаркетів «Фокс і сини». Він відкриває такий комплекс поряд з магазином Кетлін і заходить до неї нібито купити декілька книжок для дітей. Так відбулося їх «живе» знайомство. Трохи пізніше Кетлін дізнається, що Джо і є власник супермаркету, що загрожує їй неминучим банкрутством — ціни там набагато менші. Природно, вона відразу ж зненавиділа бездушного конкурента. А в Інтернеті їх роман продовжувався… Автори фільму приведуть глядача до щасливого кінця.

## Популярність
Не дивлячись на нехитрий сюжет, фільм мав велику популярність, як в США, так і у світі. Збори склали близько 250 млн. доларів.

## Кіноляпи
- У фільмі декілька разів показано стан поштової програми під час відправлення повідомлення, коли показувався прийом.
- В магазині в період відвідування Джо Фокса з дітьми одяг деяких відвідувачів змінюється.
- В магазині в період відвідування Джо Фокса з дітьми помічниця Кетлін одночасно знаходилася по обидві сторони прилавка (в залежності від положення камери).

## В ролях
| Актор         | Персонаж          |
| ------------- | ----------------- |
| Том Генкс     | Джо Фокс          |
| Мег Райан     | Кетлін Келлі      |
| Паркер Поузі  | Партиція Іден     |
| Ґреґ Кіннер   | Френк Наваскі     |
| Гізер Барнс   | Крістіна Плутцкер |
| Голлі Герш    | Аннабель Фокс     |
| Жан Стейплтон | Бьорді Конрад     |
| Дейв Шапелл   | Кевін Джексон     |
| Стів Зан      | Джордж Паппас     |

## Додаткові факти
- Книга, яку Кетлін читає дітям в магазині — «Хлопчик», автобіографічна книга Роальда Даля.
- «Вам лист» — третій голлівудський рімейк одного і того ж сюжету. Перший фільм — «Крамниця за рогом» — був знятий Ернстом Любічем в 1940 році. Головні ролі зіграли Джеймс Стюарт і Маргарет Саллаван. Дія відбувається в Будапешті (сценарій був написаний на основі угорської п'єси «Парфумерія» Міклоша Ласло).
- Через дев'ять років Роберт З. Леонард перетворив історію в кіномюзикл з Ваном Джонсоном і Джуді Гарленд. Фільм назвали «Старим добрим літом». Сюжет був американізований, дії перенесено в Чикаго. У фільмі також деб'ютувала трирічна донька Гарленд Лайза Мінеллі.
- В обох перших фільмах герої обмінювались звичайними рекомендованими листами. Зате в осучасненій версії вони спілкуються в Інтернеті і живуть в Нью-Йорку.
- «Крамниця за рогом» послужив також основою для бродвейського мюзиклу «Вона мене кохає» і популярного англійського сіткома «Вас обслуговують?»